# Rhombophryne longicrus
Rhombophryne longicrus ist ein auf der Insel Madagaskar lebender Froschlurch aus der Familie der Engmaulfrösche (Microhylidae). Die Art wurde bei einer Expedition unter Leitung der Zoologischen Staatssammlung München auf der Insel Madagaskar entdeckt und 2015 von den Forschern Scherz, Rakotoarison, Hawlitschek, Vences und Glaw beschrieben. Das Art-Epitheton wurde aus den lateinischen Begriffen longus (lang) und crus (Bein) gebildet.

## Merkmale
Nahezu alle Arten der Gattung Rhombophryne sind mit kurzen Beinen versehen. Im Gegensatz dazu besitzt Rhombophryne longicrus lange, schlanke Vorder- und Hinterbeine. Die Kopf-Rumpf-Länge beträgt 23,8 bis 27,9 Millimeter. Der Kopf ist breiter als lang. Die Gesamtlänge der Hinterbeine beträgt 183 bis 185 % der Kopf-Rumpf-Länge. Der zweite Zeh ist sehr viel länger als die übrigen. Zwischen den Fingern und Zehen befinden sich keine Schwimmhäute. Die Farbe des Holotypus ist am vorderen Teil des Kopfes bronzefarben, auf dem Rücken dunkelbraun mit hellen Flecken, an den Seiten heller braun. Der Paratypus ist insgesamt hellbraun bis gelbbraun gefärbt. Die Bauchhaut ist rosa, leicht durchscheinend und mit kleinen schwarzen Punkten versehen.

## Ähnliche Arten
Rhombophryne minuta besitzt zwar ebenfalls lange Vorder- und Hinterbeine, ist im Gesamterscheinungsbild jedoch wesentlich kleiner. Da diese Art außerdem nur im Marojejy-Massiv nachgewiesen wurde, gibt es auch keine geographische Überlappung der Verbreitungsgebiete mit Rhombophryne longicrus.

## Verbreitung und Lebensraum
Die Art ist auf Madagaskar endemisch. Sie wurde dort bisher nur in höheren, bewaldeten Lagen des im Norden der Insel liegenden Sorata-Massivs nachgewiesen.

## Lebensweise
Während nahezu alle Arten der Gattung Rhombophryne aufgrund ihrer kurzen Beine relativ immobil sind und in Erdvertiefungen leben, ist Rhombophryne longicrus in der Lage sich auch springend fortzubewegen. Bei einer Untersuchung des Mageninhalts fanden sich Reste von Käfern, Spinnen und Moosen. Die Stimme ist unbekannt. Weitere Details über spezielle Verhaltensweisen sowie zur Fortpflanzung der Art sind derzeit noch nicht erforscht.

## Gefährdung
Aufgrund des sehr kleinen Verbreitungsgebiets von ca. 250 km² empfehlen Scherz et al. für die Art den Status „endangered = stark gefährdet“ gemäß der Klassifizierung der Weltnaturschutzorganisation IUCN. Da die Wälder des Sorata-Massivs in keinem Schutzgebiet liegen, sind alle dort vorkommende endemische Arten durch unkontrollierte Entwaldung erheblich bedroht. Die größte Gefahr existiert an tiefer gelegenen Waldrändern. Höhenlagen, der Lebensraum von Rhombophryne longicrus sind momentan noch geringer von Abholzungen bedroht.